# 벨로바르 막사 포위전
벨로바르 막사 포위전, 작전명 빌로고라 작전(크로아티아어: Operacija Bilogora)은 크로아티아 독립 전쟁 기간 유고슬라비아 인민군 제32(바라주딘)군단 산하 벨로바르 도심 및 주변의 유고 인민군 막사와 기타 군 시설을 봉쇄하고 점령한 전투이다. 1991년 9월 14일 크로아티아 내 유고 인민군 군 시설에 대한 전면 봉쇄 명령이 내려졌고, 9월 29일 크로아티아군이 인민군의 모든 막사를 점령할 때까지 봉쇄가 이어졌다. 벨로바르 막사 점령은 제32군단 병력 대부분이 항복한지 일주일 후에 일어났다. 이 전투는 크로아티아군이 크로아티아 내 병영에 주둔한 유고 인민군 부대를 고립시키거나 막사를 점령해 초기 크로아티아군에게 필요한 무기를 얻기 위한 시도로 시작된 막사 전투의 한 단락이다.
이 전투를 통해 크로아티아는 전차 78대, 보병전투차 77대, 100 mm 이상 구경의 대포 13문 등 많은 무기를 노획했다. 또한 충돌 과정에서 포격과 도시 외곽의 탄약고 폭발로 벨로바르시와 주변에 큰 피해를 입었다. 전투 며칠 전에 합의된 휴전에도 전투가 벌어졌고 이 때문에 유고 인민군 장군 벨코 카디예비치는 휴전 이행에 관한 협상장에서 퇴장했다. 이후 카디예비치는 크로아티아 정부에게 최후통첩을 보내 추가 인민군 시설 점령에 대해 경고했다.

## 배경
1990년 크로아티아 사회주의 공화국에서 열린 민주 총선에서 크로아티아 민주연합(HDZ)이 대승을 거두자 크로아티아 내 크로아트인과 세르브인 사이 민족 갈등이 심화되기 시작했다. 유고슬라비아 인민군은 저항을 최소화하기 위해 크로아티아 내 영토방위군(TO)의 무기를 전부 압수했다. 8월 17일에는 민족 분쟁이 세르브계 크로아티아인의 대대적인 반란으로 번져 주로 세르브계가 다수 거주하는 달마티아고원 내륙 크닌(스플리트에서 동북쪽으로 60 km 떨어짐) 주변 지역, 리카, 코르둔, 바노비나, 크로아티아 동부 일부 지역에 반란이 일어났다. 1991년 1월 몬테네그로와 세르비아 내 자치주인 보이보디나, 코소보의 지원을 받은 세르비아는 크로아티아 보안군을 무장 해제시키기 위한 유고 인민군의 작전을 유고슬라비아의 대통령직단에게 승인을 받으려 시도했으나 실패했다. 이 요청은 거부되었고 3월에는 세르브계 반군과 크로아티아 특수경찰인 루치코 대테러부대 사이 유혈 충돌이 발생하자 유고 인민군은 연방 대통령직에게 전시 권한을 부여하고 비상사태를 선포하라고 요청했다. 이 요청은 세르비아와 동맹의 지지를 받았으나 3월 15일 유고 인민군의 요청도 거부되었다. 세르비아의 대통령 슬로보단 밀로셰비치는 크로아티아와 함께 유고슬라비아 연방을 유지하는 것보다 세르비아를 확대하는 방향을 더 선호하면서 유고 인민군을 세르비아군으로 바꿔버리겠다고 공개적으로 위협하고 연방 대통령직의 권위를 더 이상 인정하지 않겠다고 선언했다. 이 위협으로 유고 인민군은 유고슬라비아 연방을 존속시키는 계획을 포기하고 세르비아를 확대하는 밀로셰비치 통제 하로 들어갔다. 3월 말에는 분쟁이 격화되며 첫 충돌 사망자가 발생했다. 4월 초 크로아티아 내 세르브인 반군 지도자들은 자신이 통제하는 지역을 세르비아와 합병하겠다고 발표했다. 크로아티아 정부는 이들을 분리독립 반란군으로 규정했다.
1991년 초 크로아티아에는 군대가 없었다. 크로아티아는 국방력 강화를 위해 경찰 수를 2만명으로 증원했다. 크로아티아 경찰에서 가장 강력한 힘을 지닌 부대는 사실상 군사 부분을 따라 조직된 12개 대대 3천명 인원의 크로아티아 특수경찰이었다. 또한 16개 대대, 10개 중대로 된 9천~1만명 규모의 각 지역별 예비경찰부대도 있었으나 무기가 부족했다. 상황이 악화되자 크로아티아 정부는 5월에 특수경찰 부대를 4개의 전문근위여단으로 확대하여 크로아티아 국가방위군(ZNG)을 창설했다. 국가방위군은 크로아티아 국방부의 통제 하에 퇴역했던 유고 인민군 장군 마르틴 슈페겔이 지휘했으며 4개 여단 약 8천명 병력으로 구성되었다. 예비경찰도 4만명으로 확대되어 ZNG 소속으로 편입되어 19개 여단과 14개 독립대대로 조직되었다. 근위여단은 ZNG 중 소화기를 완벽하게 갖춘 유일한 부대였으나 국가방위군 전체에 중화기는 부족했고 여단급 이상 지휘통제구조는 열약했다. 중화기 부족이 너무 심각해서 국가방위군은 박물관이나 영화 스튜디오에서 가져온 제2차 세계 대전 시기 무기도 사용했다. 당시 크로아티아의 무기 비축량은 해외에서 구입한 소화기 약 3만정과 경찰이 기존에 보유하고 있던 소화기 15,000정이 있었다. 근위여단에서 손실한 병력을 대체하기 위해 약 1만명 규모의 강력한 신규 경찰 병력도 충원되었다.

## 전조
1991년 1월부터 9월까지 크로아티아가 바라본 세르브계의 반란에 대한 유고 인민군의 역할 시각은 점차 달라졌다. 크로아티아의 대통령 프라뇨 투지만은 최초에 미국과 유럽 경제 공동체로부터 지원을 얻어내는 걸 목표로 했고 크로아티아 내 유고 인민군 막사와 무기고를 점령하라는 조언을 무시했다. 슈페겔은 1990년 말에 처음으로 유고 인민군 막사와 무기고 점령을 주장했고, 1991년 초중반에 투지만에게 이 계획을 다시 촉구했으며 1991년 6~7월 사이 열흘 전쟁이 진행되어 유고 인민군이 슬로베니아의 국토방위군과 교전할 때 이를 시행하자고 주장했다. 7월에는 슈페겔 후임으로 국방장관에 취임한 시메 조단도 슈페겔의 요청에 적극 호응했다. 슈페겔은 이후에도 국가방위군을 계속 지휘했다.
투지만은 크로아티아가 유고 인민군과의 전쟁에서 승리할 수 없다는 생각에 되도록 먼저 공격하지 말자는 생각을 가졌다. 유고 인민군의 행동은 세르브계 군사와 조율이 되어 있는 것처럼 보였으나 국가방위군은 방어에만 국한해 행동했다. 세르브계 민병대와 국가방위군 간의 무력 충돌 이후 유고 인민군이 완충지대를 설정할 때 세르브계 군사가 국가방위군이 영토를 잃은 후에야 유고 인민군이 개입하고 완충지대 설정 후 세르브계 군사가 유고 인민군이 오기 전에 사실상 점령 지역을 통제하는 일이 반복되며 이런 인상이 강해졌다. 유고 인민군은 세르브계 민병대에게 무기를 제공했으며, 또한 민병대의 무기 대부분은 세르비아 국토방위군과 내무군의 무기고에서 유입되었다.
1991년 7월에는 스페겔과 조단의 요구가 의회 토의에 회부되었는데 당시 많은 크로아티아 국회의원이 이 안을 지지했다. 이 때문에 투지만 대통령은 조단을 국방부 장관으로 임명한 같은 달에 국방장관에서 해임시켰고 슈페겔도 8월 3일 군사 지휘관 직에 사임했다. 하지만 유고 인민군이 버러녀에서 크로아티아 국가방위군을 축출하고 오시예크, 부코바르, 빈코브치 주변에서 간헐적인 전투가 일어나는 등 크로아티아 동부의 상황이 악화되어 손실이 늘어나고 유고 인민군이 세르브계 군사를 적극적으로 지원했다는 확신이 커지면서 투지만은 행동에 나섰다. 8월 22일 투지만은 유고슬라비아 연방군에게 이달 말까지 모든 군사를 병영으로 철수시키라는 최후통첩을 보냈다. 유고 인민군이 최후통첩에 응하지 않을 경우 크로아티아가 이를 점령군으로 간주하고 상응하는 조치를 취하겠다고 명시했다. 9월 1일에는 유럽 공동체가 휴전을 제안했고 투지만은 최후통첩에도 불구하고 유고슬라비아 대통령직과의 평화 회담을 수락했다. 9월 7일 회담이 시작되었으나 불과 나흘 후 유고슬라비아 대통령직의 크로아티아측 대표이자 대통령직 의장인 스체판 메시치는 유고 인민군에게 48시간 내에 병영으로 모두 복귀하라고 명령했다. 이 조치는 국가방위군이 땅을 뺏기면 더 이상 회담에 나서지 않을 것 같은 투지만의 인상을 보고 내린 결정이었다. 이 명령은 대통령직 다른 위원이 이의를 제기했으나 크로아티아는 반대로 유고 인민군에게 공개적으로 맞설 명분이 생겼다.
크로아티아의 총리 프라뇨 그레구리치는 투지만에게 슈페겔의 계획을 실행하자고 제안했다. 안톤 투스 장군에 따르면 투지만이 9월 12일 국가방위군에게 유고 인민군 막사를 점령하라고 명령했지만 다음 날 이 명령을 취소했다. 이 명령은 9월 14일 투스가 국가방위군에게 시간이 부족하다며 투지만에게 명령을 재승인해 달라고 요청하고 나서 다시 명령이 내려졌다. 같은 날 크로아티아 국가방위군과 경찰은 접근 가능한 모든 유고 인민군 시설을 봉쇄하고 전기, 수도 등을 차단하며 막사 전투가 시작되었다. 이와 동시에 크로아티아 내에 있는 33곳의 대규모 유고 인민군 주둔지가 봉쇄되었고 국경초소와 무기 및 탄약고같은 수많은 소규모 시설도 봉쇄되었다.

## 전투 서열
1988년부터 유고 인민군의 벨로바르 주둔군은 바라주딘에 사령부를 둔 제32군단 산하에 있었으며 크로아티아에서 두 번째로 큰 인민군 주둔군이다. 제32군단은 바라주딘에 주둔한 제32기계화여단과 제32혼성포병연대, 차코베츠의 제32공병연대, 크리제브치의 제411혼성대전차연대, 코프리브니차의 제73차량화여단, 벨로바르의 제265기계화여단, 비로비티차의 제288혼성대전차포병여단으로 구성되었다. 유고 인민군은 지역의 모든 군 시설을 확보할 수 있는 병력이 없었지만 오쿠차니에 배치된 제5(바냐루카)군단 부대가 일부 주둔지를 구호할 가능성이 있었다. 제265기계화여단 일부 부대는 제73차량화여단 증원을 위해 코프리브니차로 파견갔다. 증원 부대는 1개 전차대대와 1개 공병대대로 구성되었으며 1990년 8월 코프리브니차로 재배치되어 마을 내 인민군이 증원되었다. 장갑차 23대와 기타 차량 14대로 구성된 제265기계화여단 분견대는 중령 밀란 첼레케티치가 지휘했으며 오쿠차니에 배치되었다. 8월 15일에는 크로아티아 특수경찰이 마을에서 세르브계 군을 축출하는 일을 막기 위해 제5군단 산하로 배속되었다.
또한 벨로바르에는 제28파르티잔사단(영토방위군) 사령부와 여단 1개도 주둔해 있었다. 벨로바르와 인근에서 가장 중요한 인민군 군 시설은 보지다르 아지야 막사이다. 이 막사에는 벨로바르 주둔군 사령부와 제265기계화여단 무기 대부분이 보관되어 있었으며 장교와 병사 약 500명이 주둔했다. 벨로바르 중심부에는 소규모 보안부대가 지키는 인민군 비전투시설이 있었고 즈비예르치 마을에는 레이더 기지와 대공 방어 통신 허브 시설이 있었고, 벨로바르 북쪽 외곽 트로이스트베니마르코바츠마을과 무기고 두곳이 인접해 있었다. 로고르 무기고에는 제265기계화여단의 전차와 기타 장비, 벨로바르의 영토방위군에게서 압수한 무기가 보관되어 있었으며 약 50명의 병력이 지키고 있었다. 바루타나 무기고에는 탄약이 보관되어 있었다. 도심에 있었던 로고르 무기고와는 달리 바루타나 무기고는 벨로바르 인근의 베데니크숲에 있다.
크로아티아는 1991년 2월 23일 벨로바르에 중대 규모의 특수경찰부대를 수립했다. 서슬라보니아의 상황이 악화되면서 도시에는 대부분 소화기로 무장된 크로아티아 국가방위군(ZNG) 제105여단이 수립되었으며 도시를 드나드는 경로를 봉쇄하는 작전이 입안되었다. 도시 방어와 무기 생산을 위해 개조된 산업공장의 무기 제조 조정을 위해 시내에는 위기본부가 수립되었다.

## 전개

### 늘어나는 긴장과 봉쇄

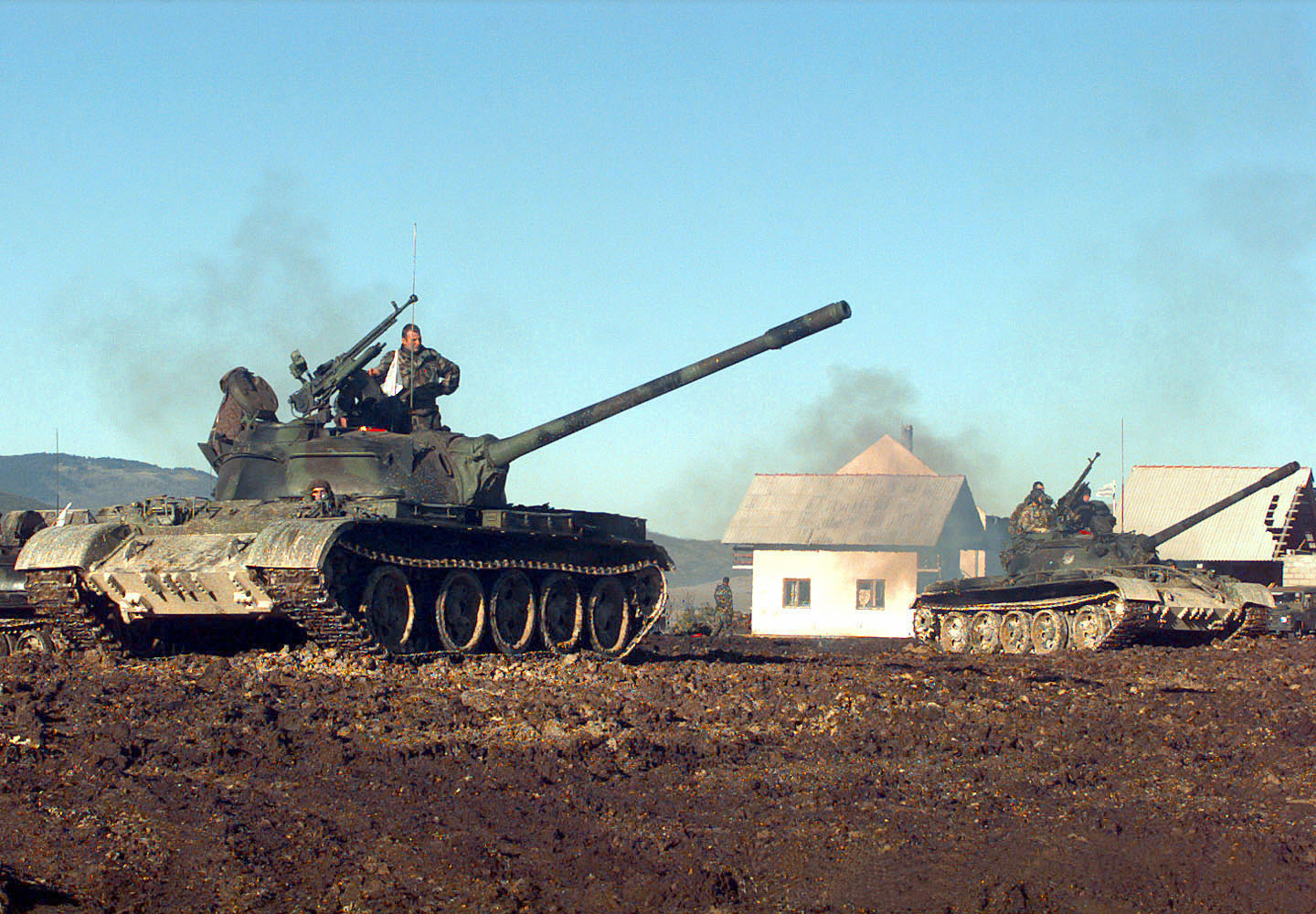
크로아티아 국가방위군은 벨로바르에서 T-55 전차 75대를 노획했다.

9월 1일 크로아티아의 검문소에서 유고 인민군 장교와 병사 14명이 무장 해제되면서 벨로바르 지역에서 인민군과 관련된 첫 주요 분쟁이 발생했다. 벨로바르 인민군 주둔군 지휘관인 라이코 코바체비치는 무기 반환을 요구했지만 크로아티아군은 이미 무기가 자그레브로 이송되었다고 주장하며 이를 거부했다. 9월 9일 쿠소네 전투에서 벨로바르에 배치된 제105여단 소속 국가방위군 병사 18명이 실종되면서 긴장이 크게 고조되었다. 벨로바르 지방 정부는 유고 인민군에 이 18명의 신원 정보를 요구했지만 유고 인민군 측은 이에 대해 알지 못한다고 답했다.
9월 22일까지 크로아티아군은 벨로바르와 코프리브니차에 있는 주둔지를 제외한 인민군 제32군단의 모든 막사를 포위하고 점령했다. 두 도시의 인민군 수비대는 제5군단이 통제하던 오쿠차니 인근 지역으로 철수하라는 명령을 받았다. 코프리브니차에 주둔한 수비대는 벨로바르로 이동하여 제265기계화여단과 합류한 후 그루비슈노폴레를 거쳐 다루바르로 향하라는 명령을 받았다. ㄷ이와 동시에 벨로바르 주둔지가 봉쇄되었고 시설과 보급품을 향한 길도 차단되었다. 지방정부의 위기본부장인 유레 시미치가 주재하는 주둔군 항복 협상이 이어졌다. 협상장에서 유고 인민군은 제265기계화여단이 오쿠차니 또는 보스니아 헤르체고비나로 후퇴할 수 있도록 허용해 달라고 요구하면서 협상이 결렬되었다. 당시 많은 세르브계 크로아티아인이 안전을 염려하거나 크로아티아 정부로부터 피하기 위해 막사 내로 대피했다.

### 공격 준비

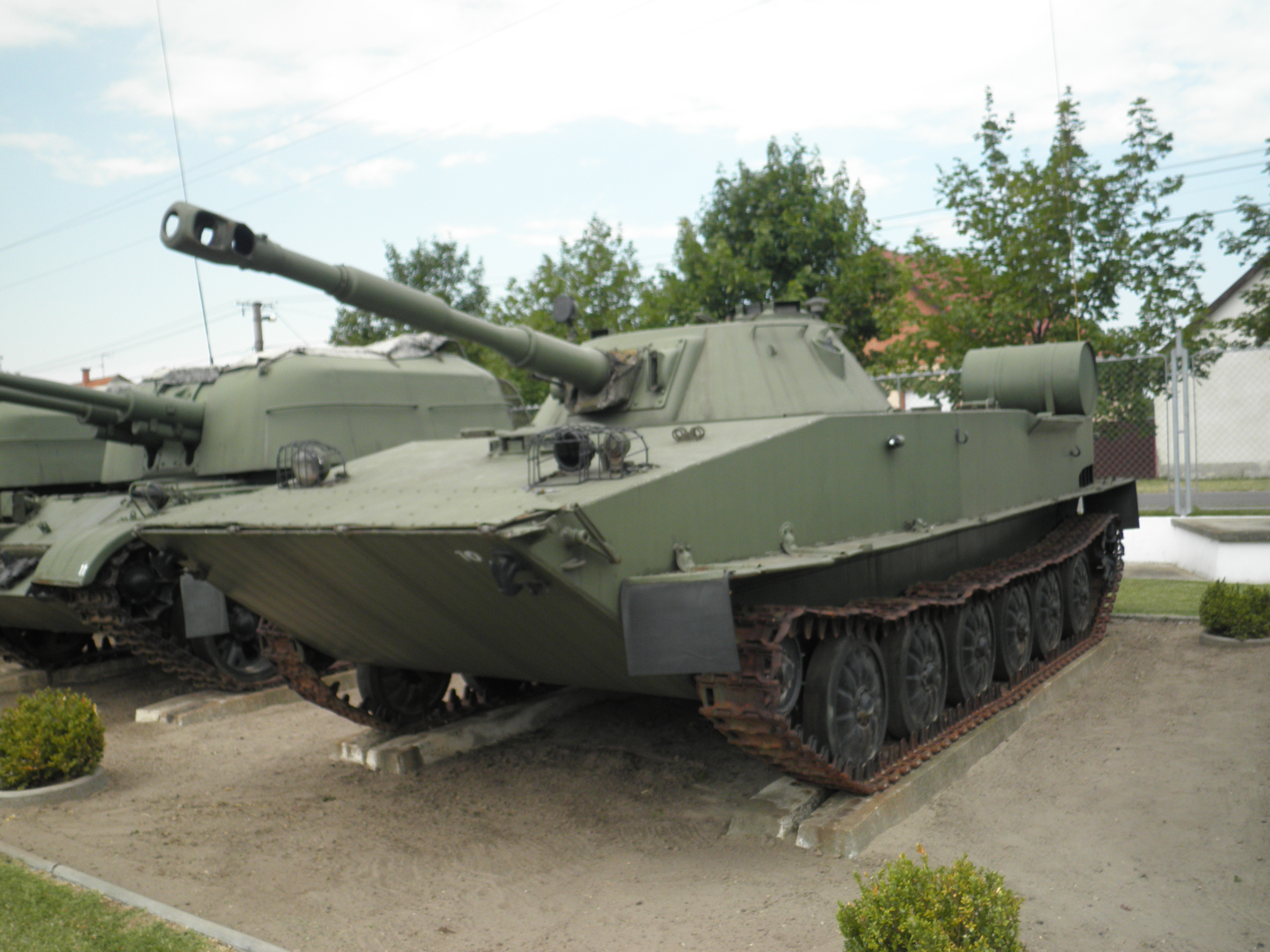
벨로바르에서 국가방위군이 PT-76 수륙양용전차 3대를 노획했다.

9월 21일부터 29일까지 벨로바르의 유고 인민군 시설을 점령하기 위한 준비 과정을 거쳤다. 여기에는 유고 인민군 시설 주변에 장애물 배치, 포병 및 방공부대 배치, 작전명 빌로고라 작전으로 명명된 인민군 막사 점령 계획 초안 작성 등이 있었다. 제105여단 제1대대는 베데니크와 벨리카피사니차 마을 주변에, 제2대대는 나르타 마을에, 제3대대는 벨로바르 북쪽에 배치되어 도시를 포위했다. 도시 내에는 탈출을 시도할 기갑부대를 공격하기 위해 9개 전투단이 배치되었다. 또한 12.7 mm 기관총 2문과 20 mm 대공포 2문으로 구성된 방공 체계를 인근 마을에 배치했다. 100 mm 견인포대 T-12 대전차포도 흐르고블랴니 지역에 배치되었다. 전반적인 대전차 무기 부족을 완화하기 위해 자그레브에서 화염병 200개를 보냈고 9월 23일에는 비로비티차에서 9M14 말륫카 대전차 미사일 체계로 무장한 병력수송장갑차 3대가 왔다. 위기본부는 벨로바르에 주둔한 크로아티아군의 모든 행동과 주둔한 유고 인민군 부대가 항복한 바라주딘에서 노획한 장비에 대해 조정하는 활동을 했으나 크로아티아 공화국군 참모총장인 젤리미르 슈카레츠 대장이 이를 무시하고 군사작전을 지휘하는 사령관으로 임명되었다.
9월 22일 유고 인민군과 크로아티아 사이 휴전 협정이 체결되어 조건에 따라 유고 인민군 막사에 대한 봉쇄를 풀어야 했지만 벨로바르 지방 정부는 이 합의는 인민군 장교와 병사에만 보급품 지원이 허용된다고 주장하며 막사에는 세르브 민간인이 다수 있어 보급시설 봉쇄 해제를 거부했다. 9월 27일 크로아티아 참모총장은 9월 28일부터 30일까지 주둔지를 점령하라고 명령했다. 참모총장 대행인 투스는 민간인 대량 학살이 일어나거나 막대한 물질적 피해를 입기 전에 극단주의자를 은밀히 처형하라고 명령했다. 투스에 따르면 이 명령은 그런 행위를 수행하러는 의도를 가진 유고 인민군 장교가 벨로바르에 있다는 첩보를 듣고 내렸다고 주장했다.

### 주둔군 항복

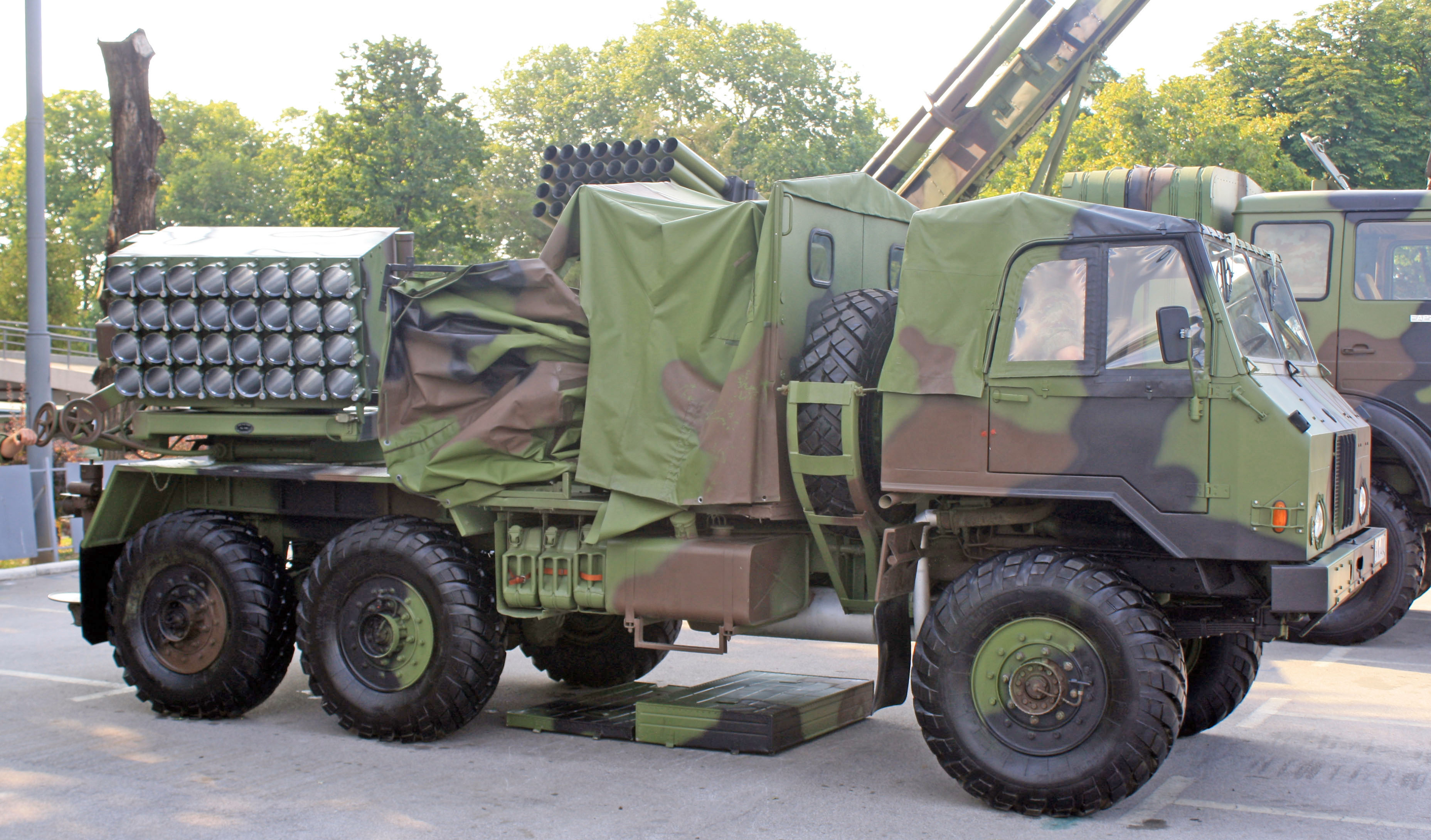
크로아티아군은 벨로바르에서 M-63 플라멘 다연장 로켓 발사기 4대를 노획했다.

9월 29일 오전 국가방위군과 크로아티아 경찰이 벨로바르에 있는 인민군 군 시설을 공격했다. 이에 대해 코바체비치는 자그레브에 있는 인민군 제5군구 사령부에 연락해 도시와 국가방위군을 향한 공습을 요청했다. 이 공습이 실제로 수행되었는지는 미상이다. 대신 제5군구는 크로아티아 중앙정부에 압력을 가해 9월 22일 크로아티아와 유고 인민군 간 이전에 합의했던 포괄적 휴전협정을 준수하라고 벨로바르의 국가방위군에게 명령내렸다. 휴전을 확인하기 위해 유럽 공동체 구유고슬라비아 감시 임무(ECMM) 감시팀을 도시에 배치했다. 하지만 벨로바르 지방 정부는 총참모부로부터 받은 명령을 무시하고 ECMM 감시팀이 도시에 도착하지 못하게 막았다. 시미치에 따르면 페타르 스티페티치 중장이 자신에게 전화를 걸어 공격을 계속할 걸 촉구하고 이런 조치가 내려졌다고 밝혔다. 시미치 주장의 진위여부에 대해 다보르 도마제트로쇼 제독은 ECMM 이전에 크로아티아의 신뢰를 떨어뜨리는 시도라고 주장하며 시미치 주장이 틀렸다고 주장하며 논쟁이 있다. 19시경 국가방위군이 벨로바르 막사를 점령했다. 이 무렵 벨로바르와 인근의 모든 인민군 군 시설이 점령되었다.
바루타나 무기고가 국가방위군에게 점령되기 전에 1,700톤 가량의 탄약이 들어 있는 4개의 탄약고 구조물 중 하나를 유고 인민군 장교인 소령 밀란 테피치가 폭파시켰다. 10시 43분 탄약고가 폭발하면서 테피치가 사망했고 베데니크숲에서 탄약고를 봉쇄하던 국가방위군 병력 11명이 사망했다. 폭발은 200 m 반경 내 나무를 쓰러뜨리고 인근 구조물을 파괴했으며 20 km 떨어진 지역에서도 폭발음을 들었다. 또한 유고 인민군 병사 중 보병전투차에 달린 총을 이용해 국가방위군과 교전하던 도중 대전차 미사일에 스토야딘 미르코비치가 사망했다.

## 여파

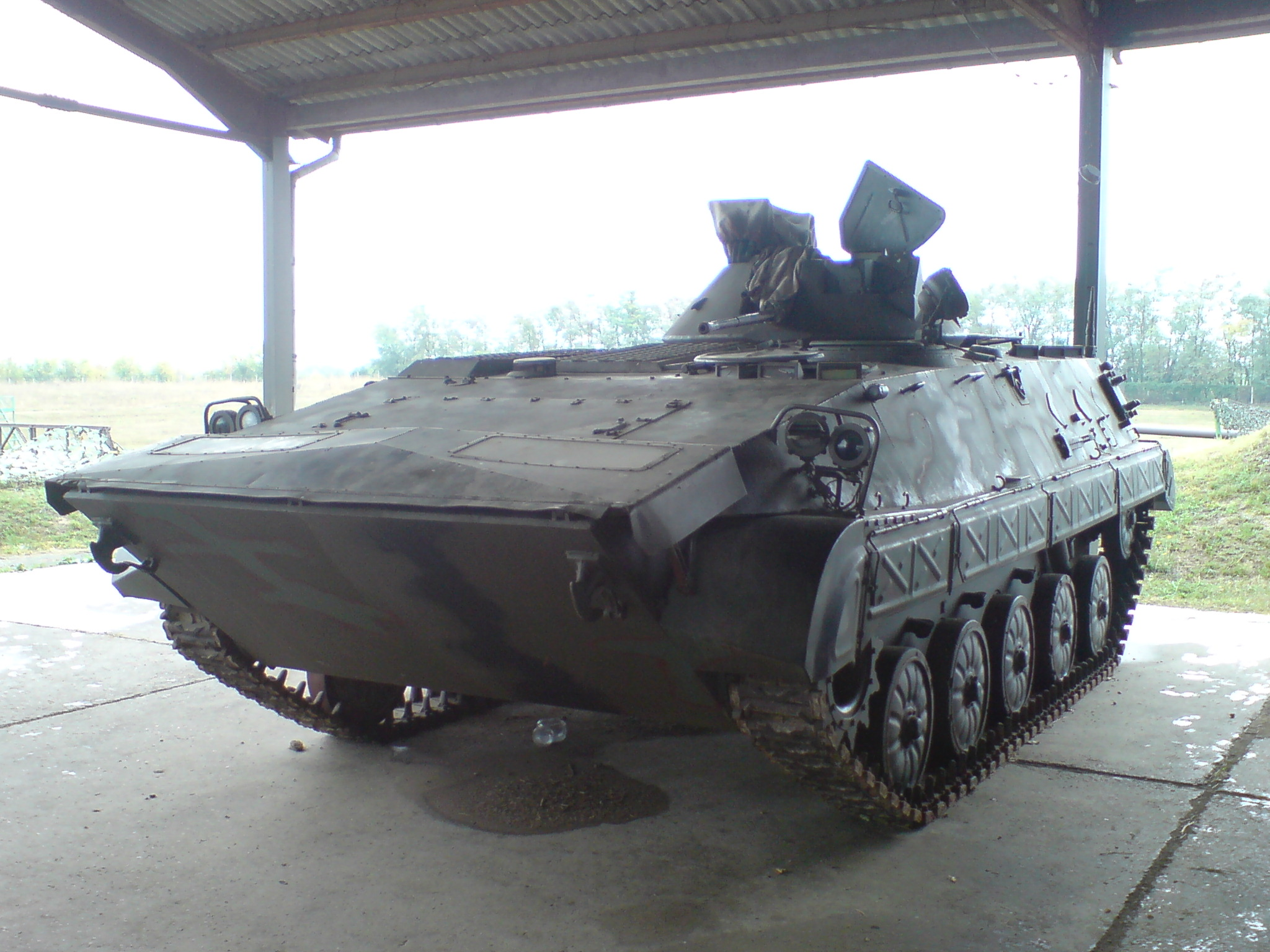
크로아티아는 벨로바르에서 BVP M-80 보병전투차 77대를 노획했다.

유고 인민군은 벨로바르 막사 포위전 과정에서 14명이 사망했고 30명이 부상을 입었다. 크로아티아 국가방위군은 17명이 사망하고 민간인 5명도 사망했다. 국가방위군 병력과 민간인을 합쳐 총 70명이 부상을 입었다. 또한 크로아티아는 인민군 장교 60명과 병사 365명을 포로로 잡았다. 포로로 잡힌 병력은 11월 14일 슬라본스키샤마츠와 샤마츠 마을 사이에서 포로 교환을 통해 풀러났다. 국가방위군은 벨로바르 막사를 점령하며 T-55 전차 75대, PT-76 전차 3대, 122 mm 곡사포 9문, M-63 플라멘 다연장 로켓 발사기 4대, BVP M-80 보병전투차량 77대, 이전에 벨로바르 영토방위군으로부터 압수한 소화기, 제28파르티잔사단(영토방위군) 제1여단의 여러 무기인 돌격소총 및 기관총 1,300정, 트럭 대략 100대를 노획했다. 전투 중 벨로바르와 흐르고블랴니에서는 주택 437채, 아파트 513채, 공공시설 169채, 공공 및 상업 건물 25채가 손상되거나 파괴되었다. 다음 날 제32군단의 유일한 잔존부대인 코프리브니차의 제73차량화여단이 국가방위군에게 항복했다.
벨로바르에 있는 유고 인민군 막사 점령은 이갈로에서 유고 인민군과 크로아티아 사이 체결된 휴전 협정, 특히 이 협정에 있는 인민군 막사 봉쇄 해제 조항에 영향을 미쳤다. 처음에 투지만과 인민군 장군 벨코 카디예비치 사이에 이 조항이 막사 내 정상적인 생활조건 보장을 뜻하는지, 아니면 크로아티아 내 인민군의 자유로운 이동 보장을 뜻하는지에 대한 논쟁이 있었다. 타협적인 해석 방향을 협상했지만 벨로바르에서 발생한 전투 때문에 카디예비치는 협상장을 나갔다. 10월 1일 카디예비치는 크로아티아에 최후통첩을 보내 국가방위군이 점령한 막사 하나마다 크로아티아 국민에게 필요한 필수 민간시설 하나를 파괴하겠다고 위협했다. 이 최후통첩은 유고슬라비아가 크로아티아를 보호해야 할 책임이 있는 자국 국토가 아닌 적의 영토로 간주함을 보여주는 사건이었다.
테피치는 항복하기보단 죽는 걸 선택하며 세르비아 내에서 영웅시되었다. 1991년 11월 19일 사후에 유고슬라비아 대통령직으로부터 인민영웅훈장을 받았으며 테피치는 이 훈장을 받은 마지막 인물로 기록되었다. 세르비아 정부는 이후 테피치의 행동을 영웅적이라고 미화하고 그를 군인의 표상으로 삼았다.
2005년 벨로바르 지방 정부는 익명의 유고 인민군 장교 2명에 대한 전쟁 범죄 혐의를 제기한다고 발표했다. 2010년에는 시미치가 전쟁 범죄 혐의, 특히 포로 살해 혐의로 기소되었다. 벨로바르 지방 법원이 제기한 혐의에 따르면 시미치 또는 그의 직접적인 지휘를 받은 여러 인물이 9월 29일 항복한 후 코바체비치와 다른 유고 인민군 장교 2명을 살해했다고 밝혔다. 2014년 기준 재판이 시작되었다. 2019년 10월 2일 열린 리예캬 고등법원에서 무죄 판결이 났으며, 결국 2023년 6월 9일 시미치가 대법원 상고에서도 무죄 판결을 받고 풀러났다. 또한 다른 4명이 보지다르 아지야 막사에서 체포된 6명의 포로를 살해한 혐의로 재판을 받았다. 이 포로는 9월 2일부터 구금되어 있던 민간인 1명과 함께 말로코레노보 마을 인근의 체스마숲으로 끌려가 총살당했다. 군인은 사망했지만 민간인은 중상을 입고 생존했다. 이 4명은 2012년 무죄 판결을 받았다. 슈카레츠와 벨로바르 영토방위군 참모장인 스체판 부딤스키는 총참모장 명령에 불복종한 혐의로 기소되고 수감되었다. 수 달간 구금된 후 슈카레츠와 부딤스키는 공식적인 혐의 없이 석방되었다. 슈카레츠는 이후 크로아티아군에서 제대했다.

## 참고 문헌
서적
- Bjelajac, Mile; Žunec, Ozren (2009). 〈The War in Croatia, 1991–1995〉.   Ingrao, Charles W.; Emmert, Thomas Allan. 《Confronting the Yugoslav Controversies: A Scholars' Initiative》. West Lafayette, Indiana: Purdue University Press. 230–271쪽. ISBN 978-1-55753-533-7.
- Central Intelligence Agency, Office of Russian and European Analysis (2002). 《Balkan Battlegrounds: A Military History of the Yugoslav Conflict, 1990–1995》. Washington, D.C.: Central Intelligence Agency. OCLC 50396958.
- 《Eastern Europe and the Commonwealth of Independent States》. London, England: Routledge. 1999. ISBN 978-1-85743-058-5.
- Hoare, Marko Attila (2010). 〈The War of Yugoslav Succession〉.   Ramet, Sabrina P. 《Central and Southeast European Politics Since 1989》. Cambridge, England: Cambridge University Press. 111–136쪽. ISBN 978-1-139-48750-4.
- Libal, Michael (1997). 《Limits of Persuasion: Germany and the Yugoslav Crisis, 1991–1992》. Santa Barbara, California: Greenwood Publishing Group. ISBN 9780275957988.
- Magaš, Branka; Žanić, Ivo (2013). 《The War in Croatia and Bosnia-Herzegovina 1991–1995》. London, England: Routledge. ISBN 9781136340925.
- Ramet, Sabrina P. (2006). 《The Three Yugoslavias: State-Building And Legitimation, 1918–2006》. Bloomington, Indiana: Indiana University Press. ISBN 978-0-253-34656-8.
- Špegelj, Martin (2001). 《Sjećanja vojnika》 [Memories of a Soldier] (크로아티아어). Zagreb, Croatia: Znanje. ISBN 9789531951906.

저널 논문
- Hrastović, Ivica (December 2006). “Zauzimanje vojarni JNA u Varaždinu i predaja 32. varaždinskog korpusa JNA” [Capture of the JNA barracks in Varaždin and surrender of the 32nd Varaždin Corps of the JNA]. 《Polemos: Journal of Interdisciplinary Research on War and Peace》 (크로아티아어) (Croatian Sociological Association and Jesenski & Turk Publishing House) 9 (18): 119–135. ISSN 1331-5595.
- Karaula, Željko (June 2007). “Osvajanje vojarne JNA "Božidar Adžija" u Bjelovaru 1991. godine” [Capture of "Božidar Adžija" JNA barracks in Bjelovar in 1991]. 《Journal of Contemporary History》 (크로아티아어) (Croatian Institute of History) 39 (1): 7–24. ISSN 0590-9597.
- Raguž, Jakša (June 2009). “Koprivnica u zapovijedima i izvješćima JNA 1990. i 1991. godine” [Koprivnica in JNA Orders and Reports in 1990 and 1991]. 《Podravina: časopis za multidisciplinarna istraživanja》 (크로아티아어) (Koprivnica, Croatia: Historical Society of Koprivnica) 8 (15): 170–208. ISSN 1333-5286.
- Škvorc, Đuro (February 2010). “Zapadna Slavonija uoči i u Domovinskom ratu do studenoga 1991. godine” [Western Slavonia on the eve of and in the Croatian War of Independence, till November 1991]. 《Cris: Journal of the Historical Society of Križevci》 (크로아티아어) (The Historical Society of Križevci) 11 (1): 116–126. ISSN 1332-2567.

뉴스 르포
- “Dve decenije od smrti majora Milana Tepića” [Two Decades Since the Death of Milan Tepić] (세르비아어). Vesti. 2011년 9월 29일.
- Engelberg, Stephen (1991년 3월 3일). “Belgrade Sends Troops to Croatia Town”. 《The New York Times》. 2013년 10월 2일에 원본 문서에서 보존된 문서.
- Ivanković, Davor (2005년 9월 14일). “Ratni zločin: Bjelovar tuži oficire JNA” [War Crime: Bjelovar Sues JNA Officers]. 《Večernji list》 (크로아티아어).
- Kerbler, Jurica (2014년 3월 16일). “Za surovu likvidaciju srpskih oficira Šimić "kažnjen" izbacivanjem iz HDZ” [Šimić "Punished" for Brutal Killing of Serb Officers by Removal from the HDZ] (세르비아어). Večernje novosti.
- Kokoruš, Igor (2010년 11월 10일). “Prosvjed zbog pritvaranja bivšeg predsjednika Kriznog štaba” [Protest Over Detention of Former Crisis Headquarters President]. 《Slobodna Dalmacija》 (크로아티아어).
- “Na Dan grada i bjelovarskih branitelja prisjetili se 11 poginulih” [Commemoration of 11 Killed on Occasion of the Day of the City and of the Defenders of Bjelovar]. 《Večernji list》 (크로아티아어). 2013년 9월 29일.
- Pančić, Teofil (2004년 7월 15일). “Tehnološki višak istorije” [Technological Surplus of History]. 《Vreme》 (세르비아어) (706).
- Raić Knežević, Ana (2012년 7월 6일). “Skupa pravda: Sud mora platiti milijun kuna za 12 godina dug proces” [Expensive Justice: Court to Pay Million Kuna for 12 Years Long Process]. 《Novi list》 (크로아티아어).
- “Roads Sealed as Yugoslav Unrest Mounts”. 《The New York Times》. Reuters. 1990년 8월 19일. 2013년 9월 21일에 원본 문서에서 보존된 문서.
- “Suđenje za zločin u bjelovarskoj vojarni; svjedočio preživjeli Kovač” [Bjelovar Barracks Crime Trial: Surviving Kovač Testified] (크로아티아어). Index.hr.
- Sudetic, Chuck (1991년 4월 2일). “Rebel Serbs Complicate Rift on Yugoslav Unity”. 《The New York Times》. 2013년 10월 2일에 원본 문서에서 보존된 문서.
- Žabec, Krešimir (2011년 5월 28일). “Tus, Stipetić, Špegelj i Agotić: Dan prije opsade Vukovara Tuđman je Imri Agotiću rekao: Rata neće biti!” [Tus, Stipetić, Špegelj and Agotić: A day ahead of the siege of Vukovar, Tuđman said to Imra Agotić: There will be no war!]. 《Jutarnji list》 (크로아티아어). 2012년 4월 21일에 원본 문서에서 보존된 문서.

기타 출처
- “The Prosecutor vs. Milan Martic – Judgement” (PDF). International Criminal Tribunal for the former Yugoslavia. 2007년 6월 12일.